# Gregory Crewdson
Gregory Crewdson (nacido el 26 de septiembre de 1962) es un fotógrafo estadounidense famoso por sus imágenes surrealistas y de elaborada escenificación que muestran hogares y vecindarios norteamericanos.

## Biografía
Crewdson nació en Brooklyn, Nueva York (1962) Durante su adolescencia formó parte de una banda de punk rock llamada The Speedies, que gozó de popularidad en toda la ciudad. Su canción de más éxito, "Let Me Take Your Photo" ("Deja que te haga una foto"), resultó ser profética respecto a la futura profesión de Crewdson. En el año 2005, la compañía Hewlett Packard utilizó esta canción para promocionar sus cámaras digitales.

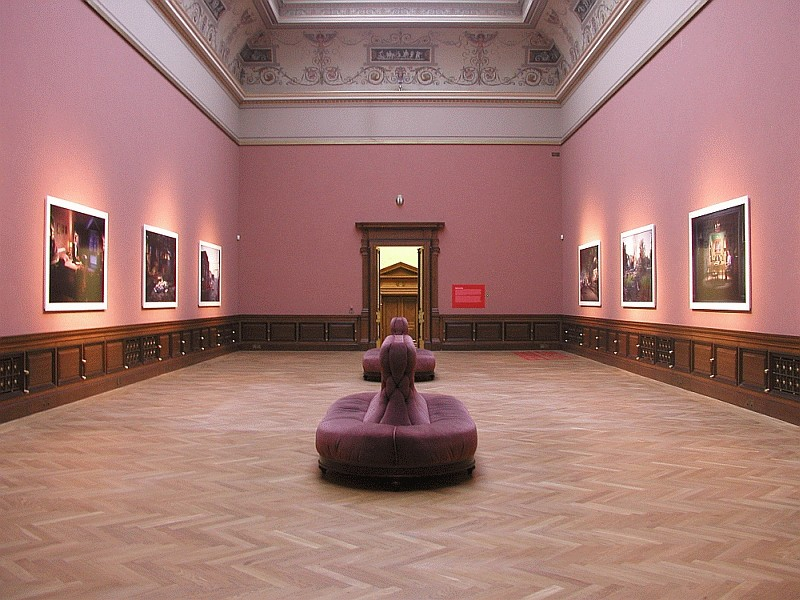
Exposición de Gregory Crewdson en la galería Rudolfinum, Praga.

A mediados de los años 1980, Crewdson estudió fotografía en la Universidad Estatal de Nueva York (SUNY, por sus siglas en inglés) en Purchase, cerca de Port Chester, Nueva York. 
Se diplomó en Bellas Artes por la Universidad de Yale. 
Ha enseñado en los siguientes centros universitarios: Sarah Lawrence College, Cooper Union, Vassar College y, desde 1993, en la Universidad de Yale. Actualmente es profesor en esta universidad.
Crewdson es representado por las galerías Luhring Augustine en Nueva York y White Cube en Londres.

### Libros de fotografía
- Hover: Artspace Books, 1995, ISBN 1-891273-00-0 (first hardcover ed.)
- Twilight: Photographs by Gregory Crewdson, with essay by Rick Moody: Harry N. Abrams, 2003, ISBN 0-8109-1003-9 (first hardcover ed.)
- Gregory Crewdson: 1985-2005: Hatje Cantz Publishers, 2005, ISBN 3-7757-1622-X (first hardcover ed.)
- Gregory Crewdson: Fireflies: Skarstedt Fine Art, 2007, ISBN 0-9709090-5-5 (first hardcover ed.)
- Beneath the Roses, with Russell Banks: Abrams, 2008, ISBN 978-0-8109-9380-8

### Exposiciones individuales
- Yale University Art Gallery; New Haven, Connecticut (1988)
- BlumHelman Warehouse; New York (traveled to Portland School of Art, Portland, Maine;  Ruth Bloom Gallery, Los Ángeles, California) (1991)
- Houston Center for Photography; Houston, Texas (1992)
- Feigen Gallery; Chicago, Illinois (1993)
- Palm Beach Community College Museum of Art; Palm Beach, Florida (1994)
- Galleri Charlotte Lund; Stockholm, Sweden (1995)Retrato de Gregory Crewdson, julio de 2007.

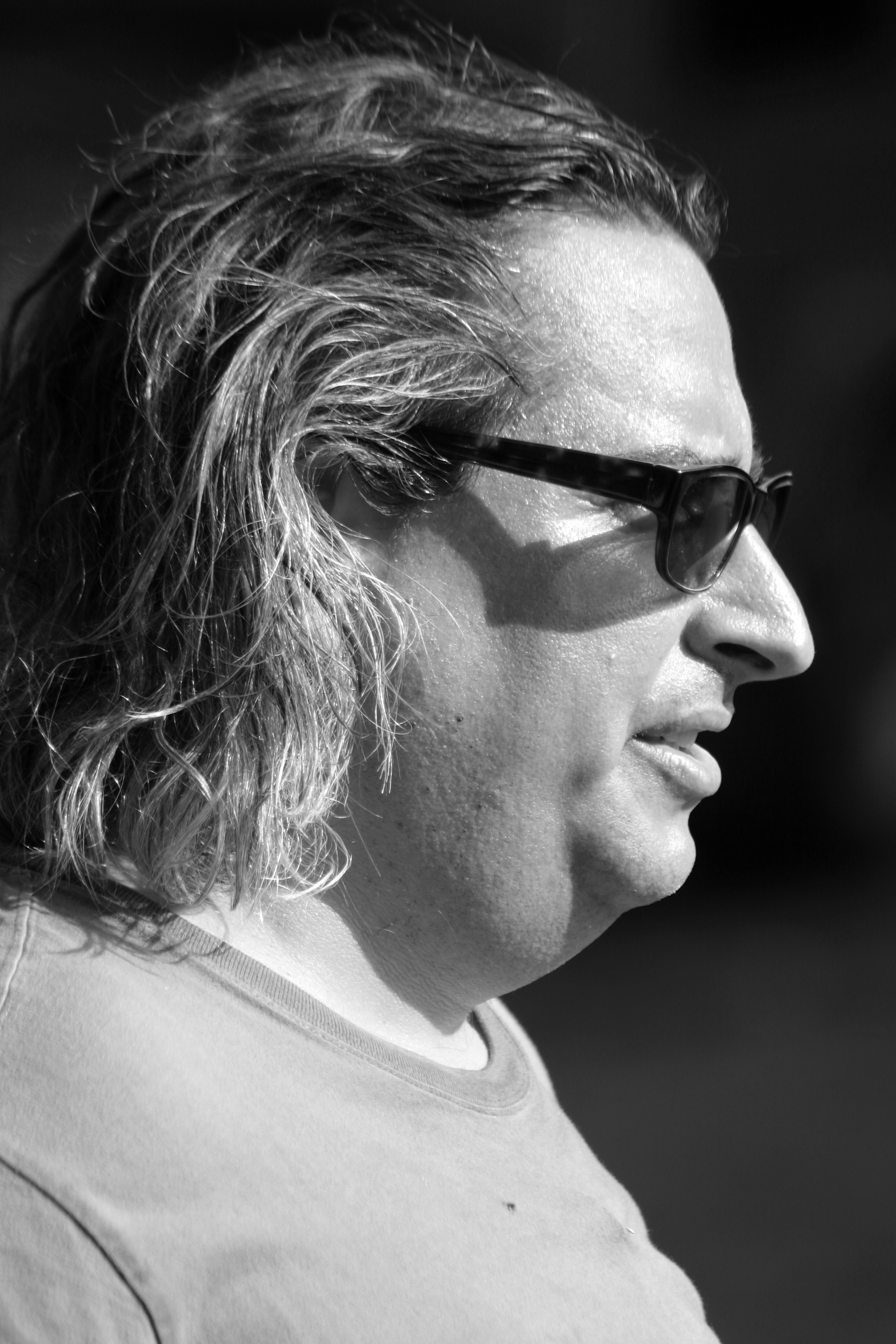
Retrato de Gregory Crewdson, julio de 2007.

### Artículos
- “Aesthetics of Alienation,” Tate Etc., Issue 1, Volume 1, Summer 2004, pp. 42-47 Full text online
- Aperture magazine profile (enlace roto disponible en Internet Archive; véase el historial, la primera versión y la última). - includes interview about preproduction, production, and postproduction of images
- Guardian Article 10.4.06
- The Speedies feat Gregory Crewdson, 1979
- qgrwfiohas $1 Million Photo Shoot by Christopher Peterson
- Behind the Scenes: Caught Looking Michele McDonald, Boston Globe
- Interviews, Production Stills, and Images published by Aperture (04/2008) Archivado el 4 de marzo de 2010 en Wayback Machine.
- Afrtinfo interview (03/2006)
- NPR interview (01/2006)
- KultureFlash interview (11/2005)
- Gregory Crewdson's Epic Effects By Kenneth R. Fletcher, Smithsonian Magazine, June 2008